# SeeYouSpaceCowboy
SeeYouSpaceCowboy (раніше стилізовано як SeeYouSpaceCowboy…) — американський гардкор-панк-гурт, створений у Сан-Дієго, штат Каліфорнія, у 2016 році. Його заснували вокалістка Конні Сгарбосса, Ітан Сгарбосса та Тейлор Аллен. Назва гурту взята з фрази, зображеної на багатьох кінцевих інтертитрах аніме 1998 року Ковбой Бібоп.

## Історія
До створення SeeYouSpaceCowboy вокалістка Конні Сгарбосса та її молодший брат Ітан Сгарбосса грали в гуртах Flowers Taped to Pens і René Descartes. Ітан спочатку грав на гітарі в обох гуртах, а потім пересів на барабани в SeeYouSpaceCowboy. Тейлор Аллен і Джессі Прайс грали разом у гардкор-гурті під назвою Recluse до створення їхнього наступного проєкту Letters to Catalonia, у якому Джессі співав і грав гітара, а також колишній учасник SeeYouSpaceCowboy Домінік Ларокка на басу. SeeYouSpaceCowboy було створено в 2016 році, до того, як Конні переїхала до Окленда.
Оригінальний склад і той, що з'являється на демо, складався лише з чотирьох учасників; Прайс грає на басу, а Аллен на гітарі. Тіммі Морено незабаром був доданий як басист, а Прайс став гітаристом.
В інтерв'ю для Revolver у 2018 році гурт розповів, що планує випустити дебютний повноформатний альбом, на момент інтерв'ю у серпні гурт перебував на стадії написання матеріалу. Конні Сгарбосса натякнула, чого варто очікувати: «Буде зухвалість, будуть брейкдауни… буде дивне, верескливе лайно».
25 січня 2019 року стало відомо, що гурт підписав контракт із Pure Noise Records, говорячи про своє нове партнерство з Pure Noise Records, гурт сказав: «Ми надзвичайно щасливі бути частиною родини Pure Noise. Після цілого літа пошуків ми вирішили вибрати Pure Noise через різноманітний та інноваційний список, демонструючи деякі з найзахопливіших гуртів на сцені. Ми дуже хочемо показати світові наступну главу цього гурту з цією чудовою командою за нами». Разом із оголошенням гурт випустив цифровий збірник Songs for the Firing Squad, який гурт описує як «збірку перших двох років існування гурту, разом із двома новими треками, які провіщають новий напрямок, в якому ми рухаємося». Гурт також випустив супровідний кліп на пісню «Self Help Specialist Ends Own Life».
30 липня 2019 року вони випустили новий трек «Armed with Their Teeth» і оголосили назву свого дебютного повноформатного альбому The Correlation Between Entrance and Exit Wounds. 27 серпня 2019 року вони випустили ще один сингл «Put On A Show, Don't Let Them See You Fall». Альбом вийшов 27 вересня 2019 року і відразу отримав схвальні відгуки. Loudwire назвав його одним із 50 найкращих метал-альбомів 2019 року.
5 листопада 2021 року гурт випустив другий студійний альбом The Romance of Affliction. Видання Loudwire визнало його 36-м найкращим рок/метал-альбомом 2021 року.
19 липня 2022 року гурт випустив кліп на кавер на пісню Saosin «Seven Years». Пісня представлена у збірці Pure Noise Dead Formats: Volume 1.
Гурт випустив сингл «Chewing the Scenery» 24 серпня 2023 року. 19 квітня 2024 року гурт випустив альбом Coup De Grâce.

## Погляди
SeeYouSpaceCowboy прагне діалогу із фанатами щодо репрезентації ЛГБТК, їхня особиста політика також включає веганські, антирасистські та антикапіталістичні меседжі. Сгарбосса зазначає, що квінтет сподівається взяти з собою бібліотеку журналів у майбутніх турах, щоб допомогти поширити обізнаність про їхні інтерсекційні переконання.

## Музичний стиль
Музичний стиль SeeYouSpaceCowboy характеризується як сасскор, металкор, маткор, гардкор-панк та арт-панк.
Гурт вважає себе сасскор-гуртом і часто не погоджується з ярликом «скримо»; солістка Конні Сгарбосса каже: «Усі в цьому гурту прийшли зі сцени скримо, і ми робили це протягом хвилини, але щодо цього гурту ми справді хотіли відзначити, що це не гурт скримо». У Songs for the Firing Squad є пісня під назвою «Stop Calling Us Screamo», яку Конні Сгарбосса пізніше пояснила як «наш нахабний укол людям, які хочуть закинути нас на цю сцену».

## Учасники гурту
Поточний склад
- Конні Сгарбосса — ведучий вокал (з 2016)[1]
- Ітан Сгарбосса — ударні (2016[1]–2019), гітара, вокал (з 2019)
- Тейлор Аллен — гітара (2016—2017), бас, чистий вокал (з 2020)
- Тіммі Морено — бас (2016—2018), гітара (з 2021)[15]
- Ей Джей Тартол — барабани, бек-вокал (з 2021)

Колишні учасники
- Джессі Прайс — бас (2016, 2019),[16] гітара, бек-вокал (2016—2020),[1] ударні (2019)
- Камерон Фіппс — бас (2019—2020)[1]
- Домінік Ларокка — гітара (2017—2018)[1]
- Ліам Кумб — гітара (2018—2019) бас (2018)
- Ендрю Мілам — бас (2018—2019)[17]
- Тім Остін — гітара (2020)[18]
- Браян Проссер — ударні (2019)
- Сал Ардженто — ударні (2019—2021)

Шкала

## Дискографія

### Студійні альбоми
| Назва                                            | Деталі альбому                                                                           |
| ------------------------------------------------ | ---------------------------------------------------------------------------------------- |
| The Correlation Between Entrance and Exit Wounds | - Випущено: 27 вересня 2019 - Лейбл: Pure Noise - Формати: цифрове завантаження, LP, CD  |
| The Romance of Affliction                        | - Випущено: 5 листопада 2021 - Лейбл: Pure Noise - Формати: цифрове завантаження, LP, CD |
| Coup de Grâce                                    | - Вийшов: 19 квітня 2024 - Лейбл: Pure Noise - Формати: цифрове завантаження, LP, CD     |

### Збірки
| Назва                      | Деталі альбому                                                      |
| -------------------------- | ------------------------------------------------------------------- |
| Songs for the Firing Squad | - Випущено: 25 січня 2019 - Лейбл: Pure Noise - Формати: DL, LP, CD |

### Мініальбоми
| Назва                                      | Деталі альбому | Коментарі |
| ------------------------------------------ | --- | --------- |
| Demo                                       | - Випущено: 9 грудня 2016 - Лейбл: Випущений незалежно - Формати: DL, CS, CD-R |           |
| Fashion Statements of the Socially Aware   | - Випущено: 3 червня 2017 - Лейбл: Structures//Agony Records, React with Protest, Zegema Beach Records, Contrition Records, Middle Man Records, Dog Knight Productions, Really Rad Records - Формати: DL, 7"        |           |
| SYSC//SGKF Спліт (з secondgradeknifefight) | - Випущено: 23 січня 2018 - Лейбл: Dark Trail Records, RIP In Peace Records, Zegema Beach Records, Longrail Records, Miss the Stars Records, Dingleberry Records, Pattern Recognition Records - Формати: DL, 7", CS | Спліт EP  |
| A Sure Disaster (з If I Die First)         | - Випущено: 14 травня 2021 р - Лейбл: Pure Noise Records - Формати: DL, 12", CS | Спліт EP  |

### Сингли
| Рік  | Назва                                           | Альбом                                           |
| ---- | ----------------------------------------------- | ------------------------------------------------ |
| 2017 | «Atrocities from a Story Book Perspective»      | Неальбомний сингл                                |
| 2019 | «Armed with Their Teeth»                        | The Correlation Between Entrance and Exit Wounds |
| 2019 | «Put On a Show, Don't Let Them See You Fall»    | The Correlation Between Entrance and Exit Wounds |
| 2021 | «bloodstaineeyes» (з If I Die First)            | A Sure Disaster                                  |
| 2021 | «Misinterpreting Constellations»                | The Romance of Affliction                        |
| 2021 | «Intersecting Storylines to the Same Tragedy»   | The Romance of Affliction                        |
| 2021 | «The End to a Brief Moment of Lasting Intimacy» | The Romance of Affliction                        |
| 2023 | «Chewing the Scenery»                           | Неальбомний сингл                                |

### Музичні кліпи
| Рік  | Назва                                           | Режисер        |
| ---- | ----------------------------------------------- | -------------- |
| 2019 | «Self Help Specialist Ends Own Life»            | Камерон Нуньєс |
| 2019 | «Armed with Their Teeth»                        | Камерон Нуньєс |
| 2019 | «Late December»                                 | Камерон Нуньєс |
| 2021 | «Bloodstainedeyes»                              | Камерон Нуньєс |
| 2021 | «Misinterpreting Constellations»                | Камерон Нуньєс |
| 2021 | «The End to a Brief Moment of Lasting Intimacy» | Камерон Нуньєс |
| 2022 | «Seven Years»                                   | Камерон Нуньєс |